# Agathotoma camarina
Agathotoma camarina é uma espécie de gastrópodes pertencente a família Mangeliidae.